# Rena
Rena — рід неотруйних змій родини Стрункі сліпуни. Має 10 видів.

## Опис
Загальна довжина коливається від 20 до 30 см. За будовою схожі з іншими представниками родини. Мають контрастніше забарвлення.

## Спосіб життя
Полюбляють кам'янисту місцину, пустелі, чагарники, савани. Значну частину життя проводять у вологому ґрунті. Активні вночі. Живляться термітами та личинками комах.
Це яйцекладні змії. Самки відкладають від 3 до 6 яєць.

## Розповсюдження
Мешкають здебільшого у Сполучених Штатах Америки та Мексиці, тільки види: Rena affinis, Rena dimidiata, Rena unguirostris зустрічаються у Південній Америці.

## Види
- Rena boettgeri (F. Werner, 1899)
- Rena bressoni (Taylor, 1939)
- Rena dugesii (Bocourt, 1881)
- Rena dulcis Baird & Girard, 1853
- Rena humilis Baird & Girard, 1853
- Rena iversoni (H.M. Smith, van Breukelen, Auth & Chiszar, 1998)
- Rena klauberi Flores-Villela, Smith, Canseco-Márquez, & Campbell, 2022
- Rena maxima (Loveridge, 1932)
- Rena segrega (Klauber, 1939)
- Rena unguirostris (Boulenger, 1902)